# Signify (album)
Albums de Porcupine Tree
The Sky Moves Sideways
(1995) Stupid Dream
(1999)
Signify est le quatrième album studio du groupe britannique Porcupine Tree, sorti le 15 septembre 1996 sous le label Delerium Records.
Signify est le premier album de Porcupine Tree où tous les membres du groupe jouent un rôle dans la composition de la musique[réf. nécessaire].

## Liste des titres
| 1.    | Bornlivedie          | 1:41 |
| 2.    | Signify              | 3:26 |
| 3.    | Sleep of No Dreaming | 5:24 |
| 4.    | Pagan                | 1:34 |
| 5.    | Waiting (Phase One)  | 4:24 |
| 6.    | Waiting (Phase Two)  | 6:15 |
| 7.    | Sever                | 5:30 |
| 8.    | Idiot Prayer         | 7:37 |
| 9.    | Every Home Is Wired  | 5:08 |
| 10.   | Intermediate Jesus   | 7:29 |
| 11.   | Light Mass Prayers   | 4:28 |
| 12.   | Dark Matter          | 8:57 |
| 61:56 |                      |      |